# Trumpchi GS4
La Trumpchi GS4 è uno Sport Utility Vehicle prodotta dal 2015 dalla casa automobilistica cinese Trumpchi, divisione della GAC Group. Dal 2016 viene prodotto anche in una versione elettrica che viene venduta a marchio Toyota, Honda e Mitsubishi in Cina.

## Contesto
La Trumpchi GS4 è un SUV di segmento C che viene anticipato sotto forma di concept car di pre produzione North American International Auto Show di Detroit nel 2015 per poi essere presentato in via ufficiale al Salone di Shanghai in forma definitiva pochi mesi dopo. La vettura originariamente viene pianificata per essere venduta anche in Nord America per poi rimandare lo sbarco a causa delle tensioni politiche tra gli Stati Uniti e la Cina. La genesi risale al 2010 quando il neonato marchio Trumpchi lavora alla futura gamma di modelli per il mercato cinese sviluppando tecnologie in casa (in quanto i precedenti modelli erano stati realizzati utilizzando motori e piattaforme Fiat e Alfa Romeo). Il pianale di base, per ridurre i costi industriali, è lo stesso della berlina compatta GA3 allargato, la divisione GAC NE (New Energy) già durante la fase progettuale si occupa delle future versioni ad alimentazione ibrida e totalmente elettrica da commercializzare nel 2016/17.
La produzione parte nello stabilimento GAC di Canton poco dopo la presentazione a Detroit.
Lunga 4,52 metri la carrozzeria viene caratterizzata da un frontale con un’ampia calandra in plastica nera o cromata (a seconda delle versioni) con fanali a LED. L’abitacolo presenta lo schermo del sistema multimediale da 8 pollici touchscreen con Bluetooth, e navigatore, la strumentazione è mista con quadranti analogici e uno schermo TFT da 3,5 pollici.
Nel 2017 viene presentata la versione PHEV ibrida plug-in ricaricabile con motore 1.5 benzina a ciclo Atkinson da 96 cavalli abbinato ad un motore elettrico sincrono trifase erogante 177 cavalli e ad una batteria agli ioni di litio da 12 kWh posizionata sull’asse posteriore. Il consumo medio dichiarato (ciclo NEDC) è di 1,8 litri per 100 km nell’uso combinato (benzina ed elettrico). Nella modalità elettrica l’autonomia della batteria è pari a 58 km. La PHEV possiede paraurti differenti con nuovi fendinebbia a LED e i comandi del cambio con leva circolare sul tunnel e freno a mano elettrico.

### Restyling 2018
Nel 2018 viene presentato un aggiornamento con lievi ritocchi estetici che introducono nuova grafica dei fanali anteriori matrix-LED e posteriori ridisegnati, calandra ridisegnata con nuovi listelli ondulati, nuovi disegni per i cerchi e nuovo sistema multimediale da 10,1 pollici touchscreen sviluppato con Tencent che possiede connessione internet 4G, ricarica wireless per smartphone, compatibilità con Android Auto, Apple CarPlay e Baidu Auto. Vengono introdotti nuovi materiali isolanti per l’abitacolo e vengono ritarate le sospensioni in modo da rendere più confortevole la guida.

## Meccanica
Il telaio di base è derivato da quello della piccola GA3, si tratta di una piattaforma flessibile a trazione anteriore destinata ai modelli compatti e dispone del motore in posizione anteriore-trasversale e motorizzazioni sviluppate in modo indipendente da GAC insieme a Bosch. I modelli eletteificati invece sono stati sviluppati dalla divisione GAC NE. Le sospensioni anteriori sono a ruote indipendenti con struttura MacPherson e barra stabilizzatrice, le posteriori adottano uno schema a ruote indipendenti Multilink con barra stabilizzatrice. La carrozzeria utilizza acciai alto-resistenziali per la struttura anteriore e acciai a deformazione programmata per il sottoscocca con barre di rinforzo nelle portiere e nei paraurti.
La gamma motori è composta da un quattro cilindri 1.3 Turbo a iniezione elettronica e fasatura variabile 16V erogante 138 cavalli e 202 N·m di coppia massima abbinato ad un cambio manuale a 5 rapporti o ad un cambio automatico a doppia frizione a 7 rapporti, il secondo motore è un 1.5 Turbo quattro cilindri a iniezione elettronica 16V erogante 152 cavalli abbinato ad un cambio manuale a 6 rapporti o automatico Aisin a 6 rapporti.

## Commercializzazione

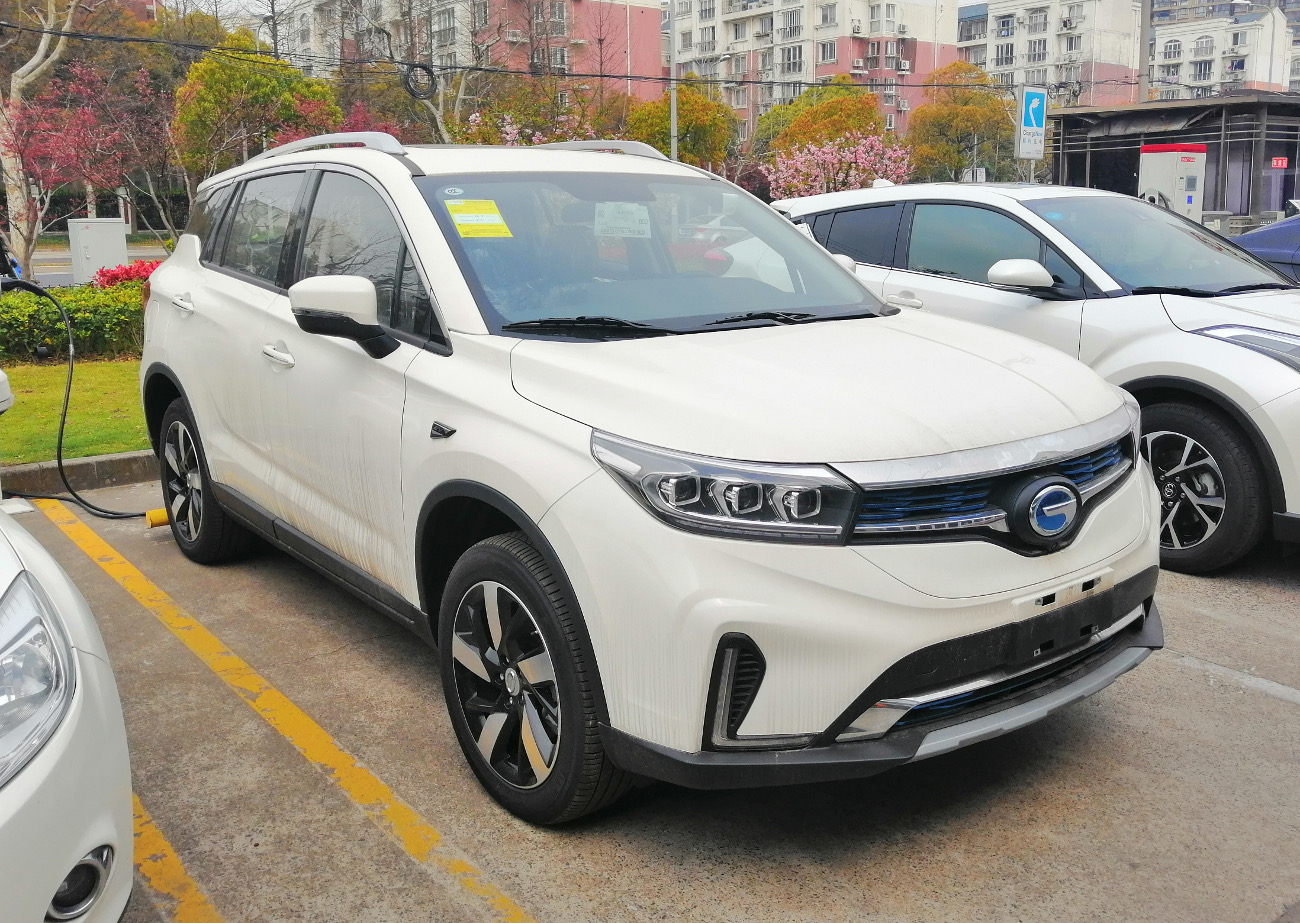
GAC-Toyota ix4

Le versioni PHEV ed EV (elettrica) vengono vendute in Cina dal 2018 anche dalla rete di vendita GAC-Toyota e GAC-Mitsubishi in seguito alla normativa cinese che prevede l’immatricolazione di una certa quota di veicoli a bassissime emissioni. Il modello Toyota viene ribattezzato GAC-Toyota ix4 ed è la versione rimarchiata della GS4 EV con l’unica differenza del paraurti anteriori con calandra più piccola; anche il marchio è lo stesso della GAC.
La Mitsubishi invece commercializza la GS4 PHEV ribattezzata Eupheme PHEV; in questo caso si tratta della versione ibrida plug-in che non presenta nessuna modifica.